# Schloss Hubenstein

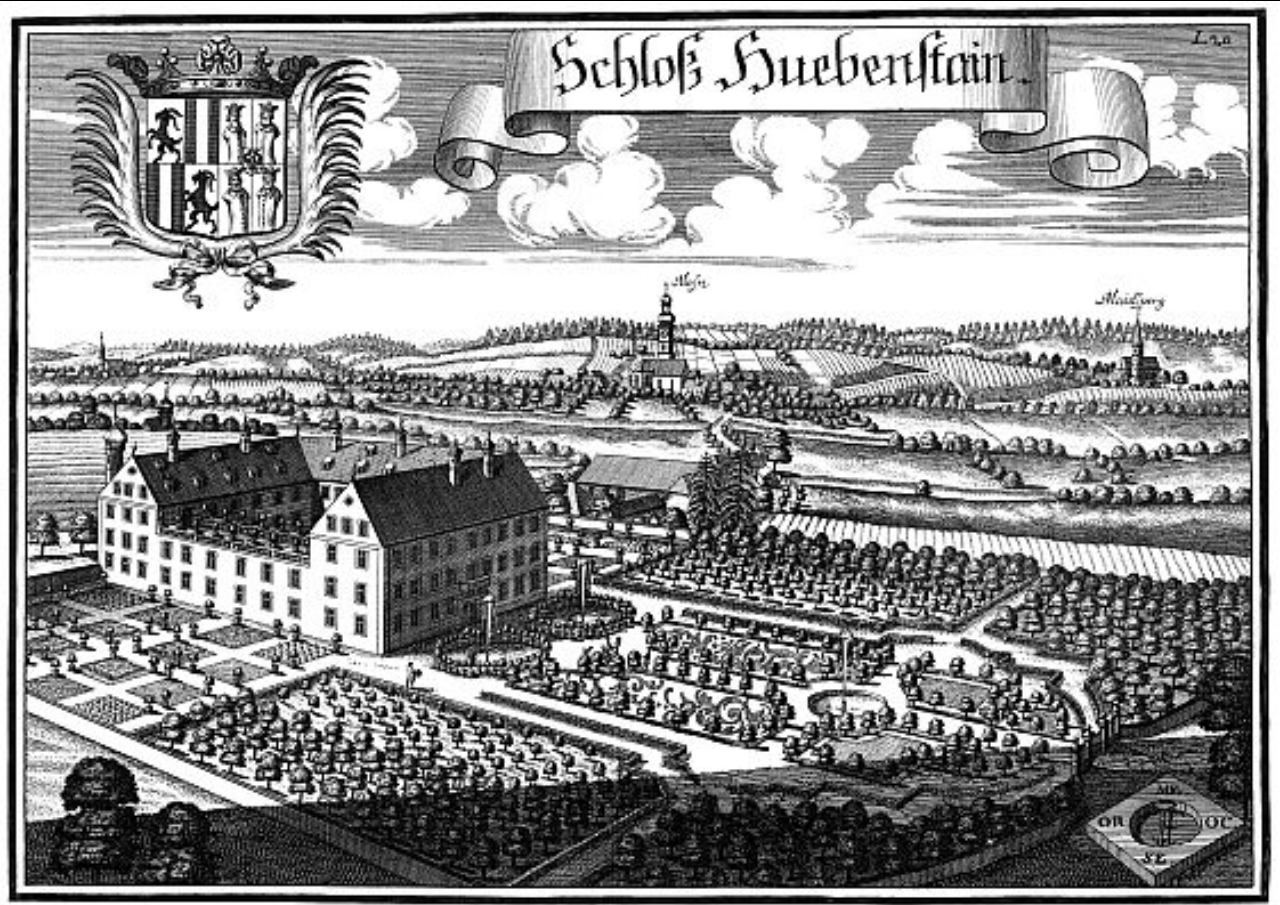
Schloss Hubenstein auf dem Kupferstich von Michael Wening (um 1700)

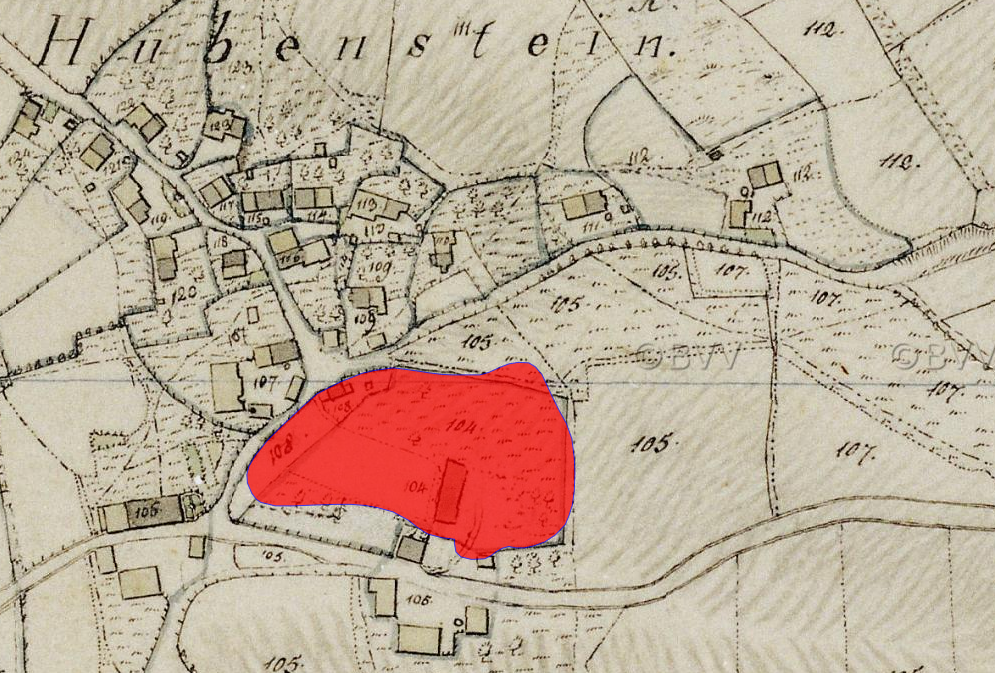
Lageplan von Schloss Hubenstein auf dem Urkataster von Bayern

Schloss Hubenstein ist ein ehemaliges Schloss im Ortsteil Hubenstein der Gemeinde Taufkirchen im Landkreis Erding in Oberbayern. Es ist als „Burgstall des Mittelalters und der frühen Neuzeit (Schloss Hubenstein)“ unter der Nummer D-1-7639-1062 als Bodendenkmal erfasst.

## Geschichte
Das Schloss Hubenstein wird im 12. Jahrhundert erstmals urkundlich erwähnt. Vom Geschlecht der Fraunberger wurde der Adelssitz auf die Familie Preysing übertragen und kam schließlich im 17. Jahrhundert an den bayerischen Hofkammerpräsidenten Johann Mandl. Seitdem war die geschlossene Hofmark im Besitz der Freiherren von Mandl. Das Patrimonialgericht II. Klasse wurde 1848 endgültig aufgelöst, das Schloss wurde zwischen 1840/60 restlos abgebrochen.